# Stowe House

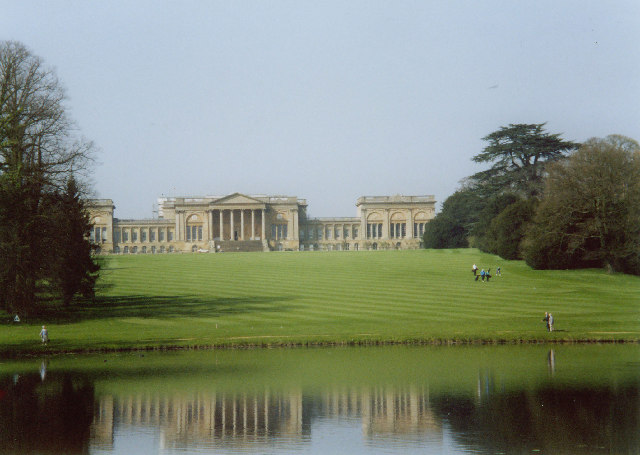
Stowe House 2002

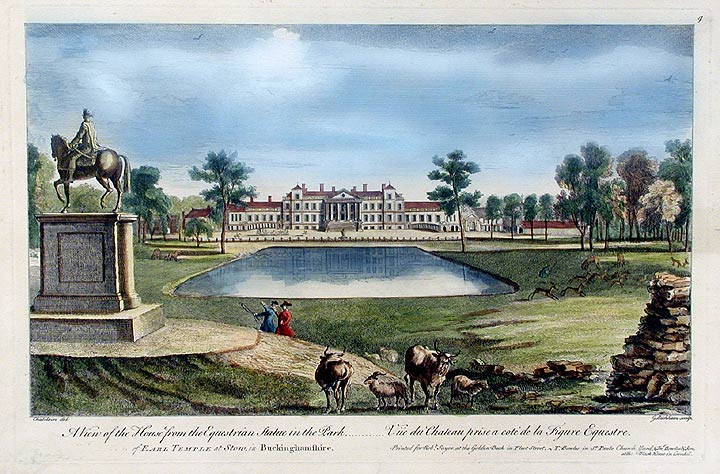
Stowe House 1750

Stowe House ist ein historischer Landsitz in Stowe, nordöstlich von Oxford, im englischen Buckinghamshire.

## Geschichte
Das Anwesen wurde ab 1676 von der einflussreichen englischen Familie Temple-Grenville auf seit 1571 im Besitz der Familie befindlichen Ländereien errichtet. Bekannte Architekten wirkten an der Gestaltung von Stowe House und seiner Gartenanlage mit, unter ihnen John Vanbrugh, William Kent, Lancelot Brown, James Gibbs, Robert Adam, John Soane, Thomas Pitt und andere Mitglieder der Society of Dilettanti. Die Anlage umfasst ein 279 Meter langes Haupthaus und zahlreiche Nebengebäude, die in einer rund 26 Hektar großen Gartenanlage, den Stowe Landscape Gardens, liegen und von einer ursprünglich 2.000 Hektar großen Parklandschaft umgeben sind, die nördlich bis Northamptonshire reichte.
Seit 1924 befindet sich Stowe School, eine renommierte britische Public School in dem Anwesen.
1989 gingen die Außenanlagen in das Eigentum des National Trust über.
Der gesamte Landsitz steht unter britischem Denkmalschutz. Die meisten Gebäude sind in der Denkmalliste als Grad I-Bauwerke (außerordentliche, teilweise internationale Bedeutung), die anderen unter Grad II verzeichnet. Der Garten gilt als Musterbeispiel des formvollendeten englischen Landschaftsgartens des 18. Jahrhunderts.
Stowe House ist während der Schulferien für die Öffentlichkeit zugänglich, der Park und die Gärten ganzjährig. 2019 wurde Stowe House von rund 232.000 Personen besucht. 2022 betrug die Besucherzahl etwa 212.000 Menschen.

## Baugeschichte

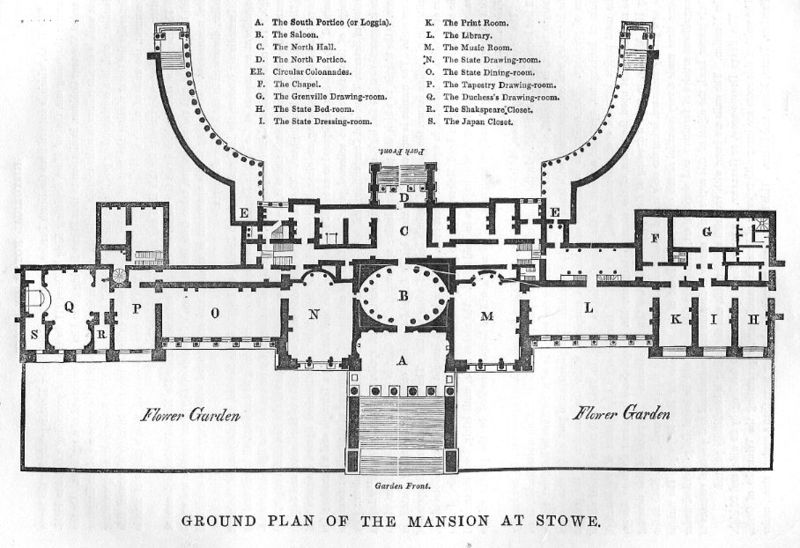
Grundriss

Peter Temple, ein Schafzüchter aus Burton Dasset in Warwickshire pachtete 1571 eine Farm in Stowe, die Peters Sohn John nach dem Tod des Vaters 1578 weiterführte und elf Jahre später den Grundbesitz erwarb.

## Hauptgebäude
Ab 1676 für Sir Richard Temple (1634–1697) auf dem Gelände einer 1571 von seinem Großvater Peter Temple erworbenen Schaffarm errichtet und stellt das Herzstück des heutigen Anwesens dar. Anschließend wurde es von Viscount Cobham und Cobhams Neffe Viscount Cobham umgebaut und erweitert.
Die Hausfront des Landsitzes ist 279 Meter lang, das Gebäude verfügt über mehr als 400 Räume.

## Gartenanlagen

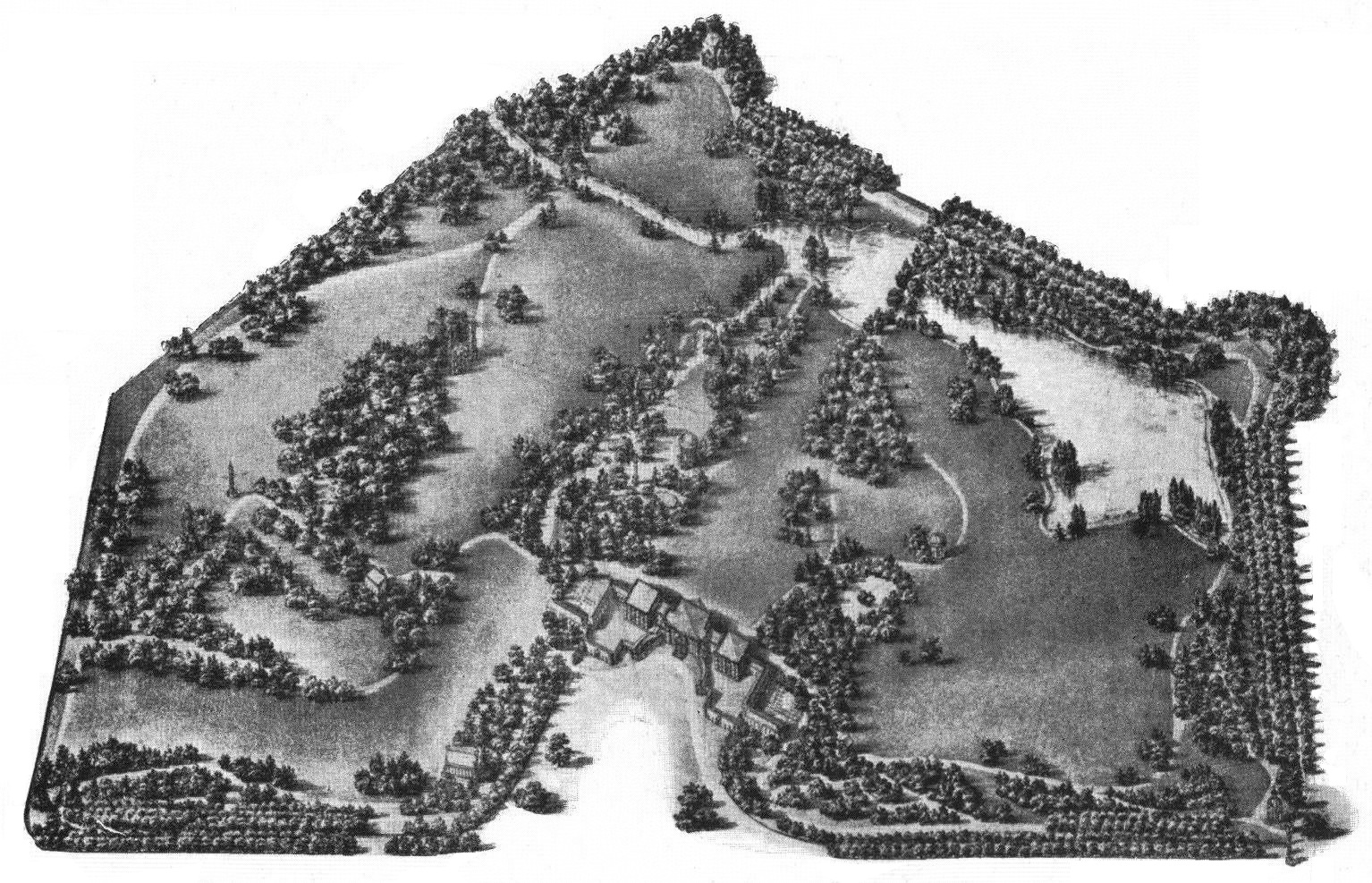
Gartenplan von 1910

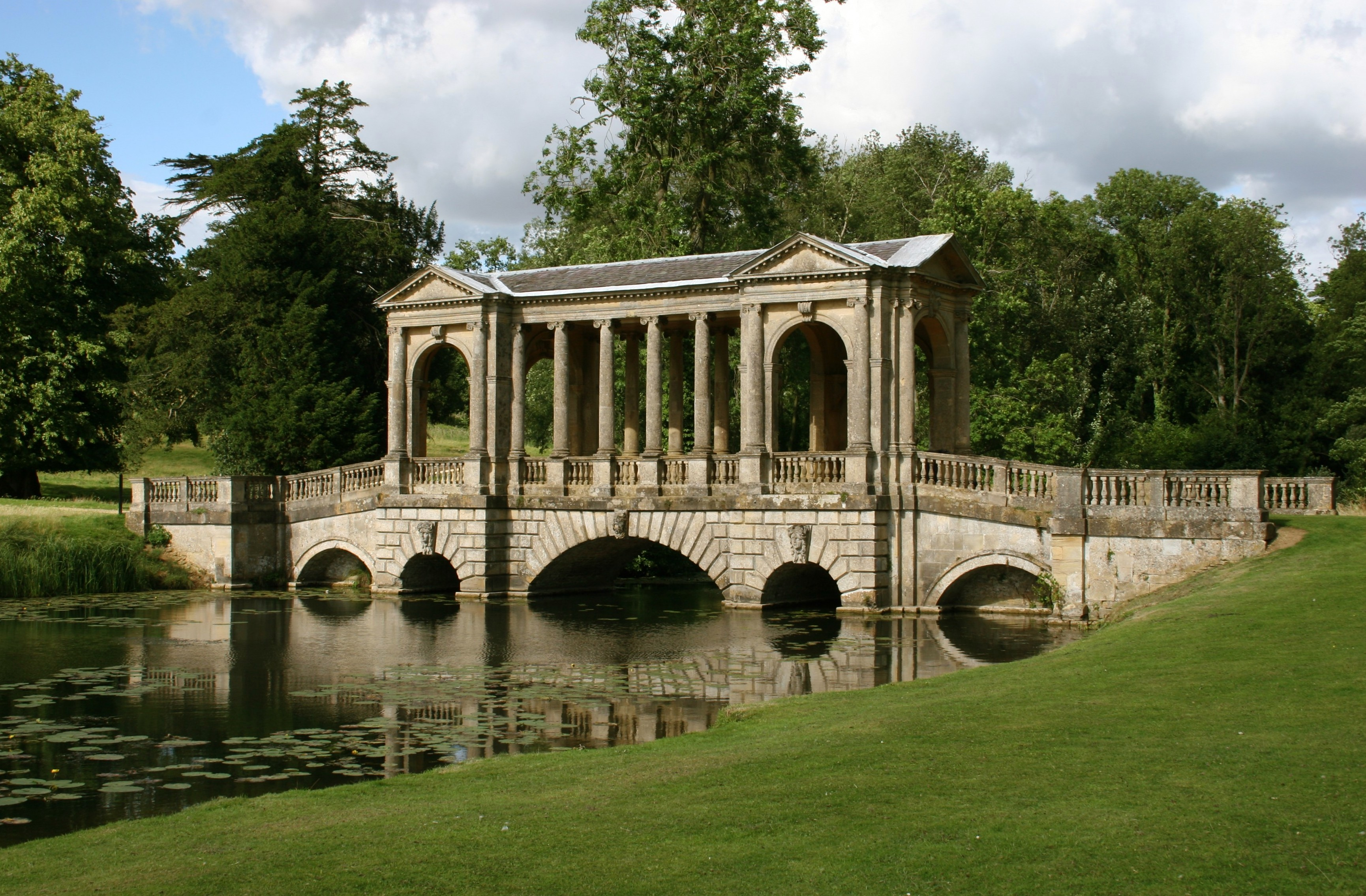
Die Palladian Bridge in den Gartenanlagen.

Stowe Landscape Gardens gelten als Musterbeispiel des formvollendeten englischen Landschaftsgartens des 18. Jahrhunderts. Allerdings wurde auch stets Kritik an der Überfülle laut, umfasst die Gartenanlage doch rund 40 weitere Bauwerke und zahllose Statuen und andere architektonische Elemente.
1718 wurde der Gärtner des Königshauses, Charles Bridgeman von Cobham beauftragt, den Garten unter Einbezug der Ideen von Richard Boyle neu zu gestalten. Wichtige Ziele waren die Aufgabe der Symmetrie des vormals formalen Gartens, ein Einbezug der Landschaft und die Ausstattung mit antikisierenden Details wie Tempeln und Statuen. Die Dorfbewohner von Stowe wurden kurzerhand umquartiert und ihre Häuser abgerissen, nur die mittelalterliche St. Marys Church und der Friedhof blieben verschont und wurden in den Gesamtentwurf einbezogen. Bridgeman löste die Hauptachse zum Haus durch eine schräge Querachse auf, an deren Ende Sir John Vanbrugh 1721 einen Gartenmonopteros errichtete. Allerdings blieben zahlreiche barocke und formale Elemente erhalten, wie Ahas und diverse architektonischer Heckenpartien.
Bridgeman folgte William Kent, der als Landschaftsmaler idealtypische Prinzipien in die Gartengestaltung einbezog, wobei er den Garten weiter mit der Umgebung verband, um Unbegrenztheit ('non finito') zu suggerieren und die geraden Linien durch Unregelmäßigkeit ersetzte, um das 'picturesque', das Malerische, in die Natur mit einzubeziehen, um dadurch, gemäß den Richtlinien von William Gilpin in seinen „Bemerkungen über die malerische Schönheit“  die Phantasie des Betrachters anzuregen. Auch entfernte er weitere architektonische Gartenteile, integrierte aber in die Gärten viele Tempel und Bäume.

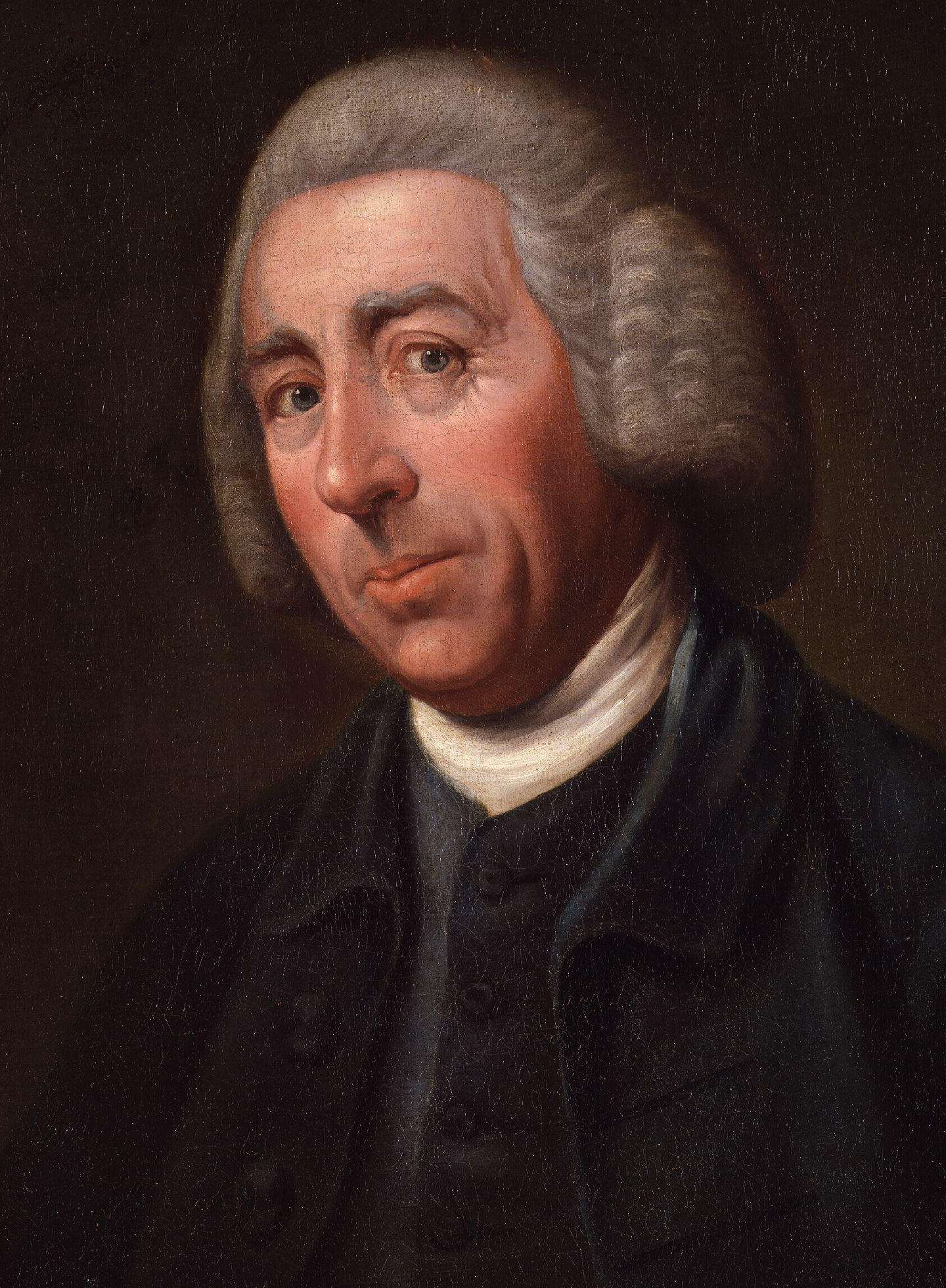
Lancelot ‚Capability‘ Brown

Durch Kents Nachfolger Lancelot ‚Capability‘ Brown (1716–1783) erhielt die Anlage ihr endgültiges Aussehen. Er vereinigte die verschiedenen Gartenpartien zu einem Ganzen und verlieh ihm die von Cobham als Anhänger der Whigs gewünschte politische Aussage: Die vielen Bauten und Skulpturen den neuen Geist der Whigs gegenüber der bestehende Regierung demonstrieren; alle Staffagen symbolisierten Inhalte aus der Antike, der Renaissance und der Gotik, also Inhalte aus der Zeit vor dem Absolutismus. Die Formensprache der Natur sollte die Idee der politischen Freiheit demonstrieren. Auf einem gut fünf Kilometer langen Rundweg befanden sich über neunzig Szenen (von denen heute nur noch ungefähr vierzig stehen). Östlich der Zentralachse, die Bridgemans eingeführt hatte, schuf Kent seine Elysian Fields mit verschiedenen Tempeln. Daneben entstand Hawkwell Field und nördlich davon Grecian Valley.

## Parklandschaft
Die ursprünglichen Ländereien der Familie umfassten 2.000 Hektar Ackerland, Wälder, Seen und Farmland. Die Anlage von Straßen, ausgedehnten Reitwegen und diversen Rotwild-Gehegen erfolgten bereits in den 1620er Jahren, also vor Anlage der Gärten.
Wegen finanziellen Schwierigkeiten verkaufte der 2. Duke ausgedehnte Flächen. Diese Flächen wurden inzwischen teilweise zurück erworben. 1992 wurde Stowe Castle Farm, 1994 New Inn Farm, 1995 Home Farm erworben. Im selben Jahr wurde Brachacker für den Wildpark aufgekauft, der 2003 wieder eröffnet wurde. 2012 enthielt der Garten 2.000 Bäume, 40 Tempel und zwei Seen.

## Eigentümer und Nutzung

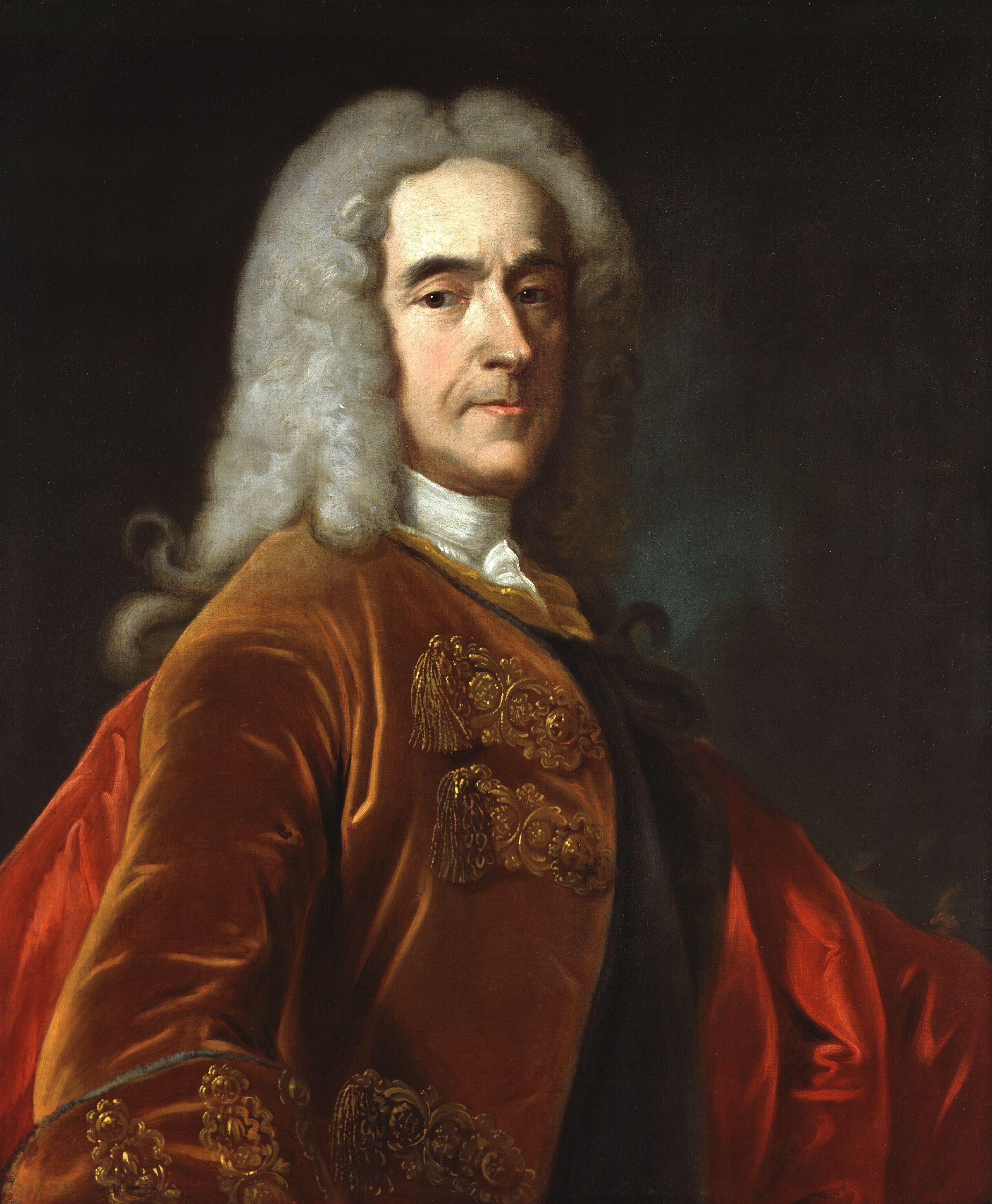
Sir Richard Temple, der erste Viscount Cobham

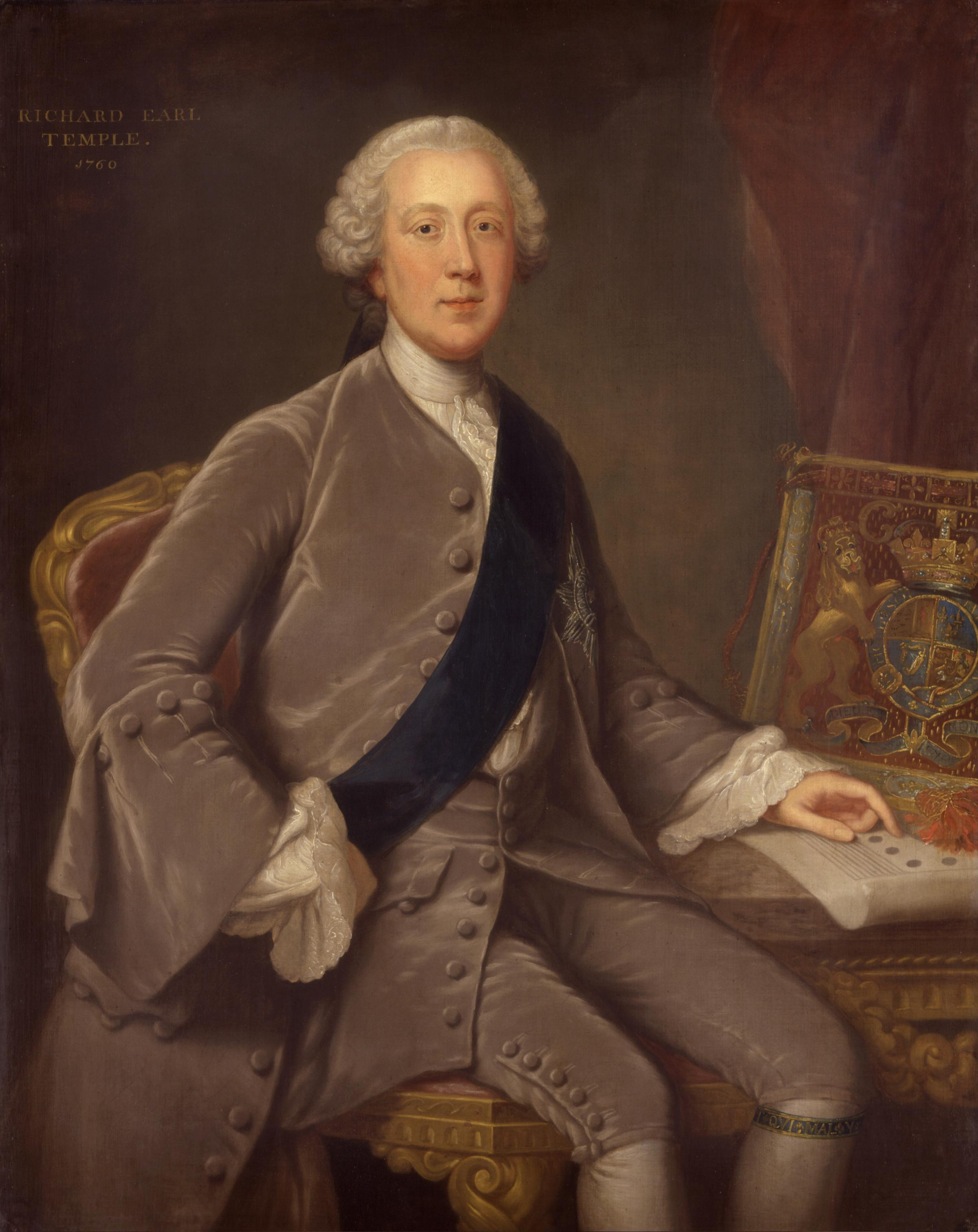
Richard Grenville, Richard Temples Neffe

Das Anwesen war 450 Jahre im Besitz der einflussreichen Familie Temple-Grenville, die weite Teile der englischen Politik des 18. und 19. Jahrhunderts dominierte und innerhalb von 50 Jahren allein vier Premierminister stellte.
Der Niedergang begann allerdings bereits 80 Jahre zuvor, als 1848 die Überschuldung der Familie den Verkauf zahlreicher Einrichtungs- und Gebrauchsgegenstände des Hauses erforderlich machte. Als der 3rd Duke of Buckingham and Chandos 1889 starb, hinterließ er das Anwesen seiner Tochter, Lady Kinloss. Als deren ältester Sohn im Ersten Weltkrieg umkam, wurde Stowe House 1921 vom zweitältesten Sohn an Harry Shaw verkauft, der es nach kurzer Zeit aus Geldnot an die neu gegründete Stowe School veräußerte.
- Peter Temple († 1578) pachtete die Farm 1571
- John Temple (1542–1603) kaufte die Farm 1589
- Sir Thomas Temple, 1. Baronet (1567–1637), erbte sie von seinem Vater John Temple
- Sir Peter Temple, 2. Baronet (1592–1653), erbte sie 1630 von seinem Vater Sir Thomas Temple.
- Sir Richard Temple, 3. Baronet (1634–1697), erbte sie von seinem Vater Sir Peter Temple. Er baute das Anwesen aus und errichtete das Herrenhaus.
- Sir Richard Temple, 4. Baronet (1675–1749), später 1. Baron Cobham und schließlich 1. Viscount Cobham, erbte das Anwesen von seinem Vater Sir Richard Temple.
- Richard Grenville-Temple (1711–1779), später 3. Viscount Cobham und 2. Earl Temple, erbte es von seinem Onkel Richard Temple
- George Nugent-Temple-Grenville, 3. Earl Temple (1753–1813), später 1. Marquess of Buckingham erbte es von seinem Onkel Richard Grenville-Temple, er begründete hier die Stowe Manuscripts Collection.
- Richard Temple-Nugent-Brydges-Chandos-Grenville, 2. Marquess of Buckingham (1776–1839), später 1. Duke of Buckingham and Chandos, erbte es von seinem Vater George Nugent-Temple-Grenville.
- Richard Temple-Nugent-Brydges-Chandos-Grenville, 2. Duke of Buckingham and Chandos (1797–1861), erbte es von seinem Vater Richard Temple-Nugent-Brydges-Chandos-Grenville.
- Richard Temple-Nugent-Brydges-Chandos-Grenville, 3. Duke of Buckingham and Chandos (1823–1889), erbte es von seinem Vater Richard Temple-Nugent-Brydges-Chandos-Grenville.
- Mary Morgan-Grenville, 11. Lady Kinloss (1852–1944) erbte es von ihrem Vater, dem 3. Duke of Buckingham and Chandos.
- Richard G. Morgan-Grenville (1887–1914) erhielt das Anwesen 1908 von seiner Mutter, der 11. Lady Kinloss, überschrieben.
- Rev. Luis C. F. T. Morgan-Grenville (1889–1944) erbte das Anwesen nach dem Tod seines älteren Bruders Richard G. Morgan-Grenville, der 1914 im Ersten Weltkrieg gefallen war.

Er verkaufte es
- 1921 an Harry Shaw, der es bereits nach einem Jahr,
- 1922 aus Geldnot an die Stowe School veräußerte.

Das Haupthaus gehört seitdem der Schule; die Ländereien, einschließlich von Park und Garten gingen 1989 in das Eigentum des National Trust über, dem seither die Restaurierung und den Unterhalt obliegt. 2005 erwarb der National Trust das 1717 von Cobham erbaute New Inn und ließ es renovieren. Mit einem Budget von 9 Millionen Pfund wurde bis 2012 der Eingangsbereich des Gartens umgestaltet, darunter das Georgianische Bell Gate. Im New Inn wurde das Interieur des 18. Jahrhunderts nachgestaltet.